# Flughafen Cusco

i7
i11
i13
Der Aeropuerto Alejandro Velasco Astete ist der internationale Flughafen der im peruanischen Hochland liegenden Stadt Cusco benannt nach dem peruanischen Piloten Alejandro Velasco Astete, der 1925 als erster Pilot die peruanischen Anden mit einem Flugzeug überquerte.

## Flugbetrieb
Die weitaus meisten Flüge werden von und nach Lima (Flughafen Lima) angeboten, daneben stehen auch andere peruanische Städte auf dem Flugplan. Als ausländische Ziele werden Santiago de Chile, Bogotá und La Paz angeflogen. Auch aufgrund der touristischen Attraktionen der alten Inka-Kultur in der Region wurde der Flughafen im 2013 von über 2,3 Millionen Passagieren benutzt und wurde damit zum zweitgrößten Verkehrsflughafen Perus. Im Jahre 2008 verkehrten erst 1,2 Millionen Passagiere über den Flugplatz.
Die Start- und Landebahn weist ein markantes Längsgefälle auf. Weitere Limitationen sind durch die Höhenlage auf 3300 Metern sowie die Nähe zum höher gelegenen Stadtzentrum gegeben. Aus diesen Gründen erfolgen die Landungen nur auf der Piste 28 (nur diese Richtung weist Landehilfen auf) und die Starts grundsätzlich talabwärts in der Richtung der Piste 10. Der Platz ist geeignet für Flugzeuge bis zur Größe einer Boeing B-757 mit allenfalls Restriktionen beim Höchstabfluggewicht. Im Oktober 2019 stammten 65 Prozent der angebotenen Sitzplätze von LATAM, während Viva Air Perú, Sky Airline und Avianca jeweils rund 9 bis 11 Prozent anboten.
Seit 2017 wurden erste Arbeiten am Internationalen Flughafen Chinchero ausgeführt, der ab 2025  als Ersatz für den Flughafen in Cusco dienen soll.

## Zwischenfälle
Der Flughafen verzeichnete in seiner Geschichte zwei Zwischenfälle mit Todesfolgen in der unmittelbaren Nähe des Flughafens:
- Am 24. Februar 1949 verunglückte beim Start in Cusco eine Douglas DC-3 der TAM Peru (Transporte Aéreo Militar). Die Maschine sollte nach Lima fliegen. Als das linke Hauptfahrwerk kollabierte, berührte die linke Tragfläche den Boden und der Propeller des linken Motors löste sich. Ein Blatt des Propellers schnitt durch den Flugzeugrumpf und verletzte den Kapitän der DC-3. Zugleich brach ein Feuer aus. Von den 26 Insassen kamen 22 ums Leben (2 der 4 Besatzungsmitglieder und 20 der 22 Passagiere).[6][7]

- Am 8. Mai 1959 stürzte eine Curtiss C-46 der Transportes Aéreos Peruanos (TAPSA) (OB-QAM) direkt nach dem Start vom Flughafen Cusco in ein Feld. Die fünf Personen an Bord überlebten; das Flugzeug musste abgeschrieben werden.[8]

- Am 9. August 1970 stürzte eine Lockheed L-188 Electra (OB-R-939) kurz nach dem Start ab, nachdem einer von vier Motoren ausgefallen war. Von 92 Passagieren und acht Mann Besatzung überlebte nur der Erste Offizier; zudem starben zwei Menschen am Boden.[9] An Bord der Electra befanden sich auch 14 amerikanische Studenten.[10]